# Copa do Mundo FIFA de 2026
A Copa do Mundo FIFA de 2026 (português brasileiro) ou o Campeonato Mundial de Futebol FIFA de 2026 (português europeu) será a vigésima terceira edição deste evento desportivo, um quadrienal torneio internacional de futebol masculino organizado pela Federação Internacional de Futebol (FIFA), anfitriã da competição em conjunto por 16 cidades em três países da América do Norte: Canadá, Estados Unidos e México.
O processo de escolha da sede deveria ter começado em 2015, com a nomeação de anfitriões previamente agendada pelo Congresso da FIFA em 10 de maio de 2017 em Kuala Lumpur, capital da Malásia. Em 10 de junho de 2015, foi anunciado que o processo foi adiado, em meio a alegações de corrupção em torno dos torneios anteriores, como em 2018, na Rússia, e em 2022, no Catar. Em 13 de junho de 2018, durante o 68.º Congresso da FIFA, a candidatura tripla de Canadá, México e Estados Unidos foi escolhida para sediar o torneio.
Esta edição será a primeira que contará com 48 seleções, conforme a decisão da FIFA sobre a expansão do número de seleções presentes (eram 32 seleções), tomada no dia 10 de janeiro de 2017. Será a primeira vez que o Canadá receberá partidas da Copa do Mundo; os Estados Unidos já sediaram anteriormente a competição em 1994; já o México sediou a competição em 1970 e 1986, tornando-se o país que mais vezes sediou a competição.

## Antecedentes

### Candidaturas
O Conselho da FIFA decidiu em 30 de maio de 2015 que qualquer país poderia concorrer ao processo de escolha da sede, desde que sua confederação não tenha o país que sediou a edição anterior. Por isso, apenas os membros da Confederação Asiática de Futebol (AFC) não poderão concorrer, já que a edição de 2022 ocorreu no Catar. Em outubro de 2016, o Conselho da FIFA aprovou o critério geral de aprovação, instaurando que membros associados às confederações que tenham países que sediaram as duas últimas copas ficaram inelegíveis ao processo de escolha desta edição, sendo assim, além da AFC, membros da União das Federações Europeias de Futebol (UEFA) também não poderiam se candidatar, devido a realização da edição de 2018 na Rússia. Porém, caso nenhuma proposta atingisse os níveis de satisfação exigidos pela federação, seriam aceitas propostas da federação que sediou a penúltima edição (UEFA) e, caso ainda não fossem atingidos os níveis de satisfação, seriam aceitas propostas da federação que sediou a última edição (AFC).
As candidaturas múltiplas também foram permitidas, mas foram avaliadas caso a caso. A secretaria-geral da FIFA, Fatma Samoura, teria o poder de excluir os candidatos que não satisfaçam os requisitos técnicos mínimos para sediar a competição.
Com isso, a presente edição poderia ser sediada pelas seguintes confederações: CONCACAF (última vez em 1994), CAF (última vez em 2010), CONMEBOL (última vez em 2014) ou OFC (nunca sediou).

### Processo de escolha

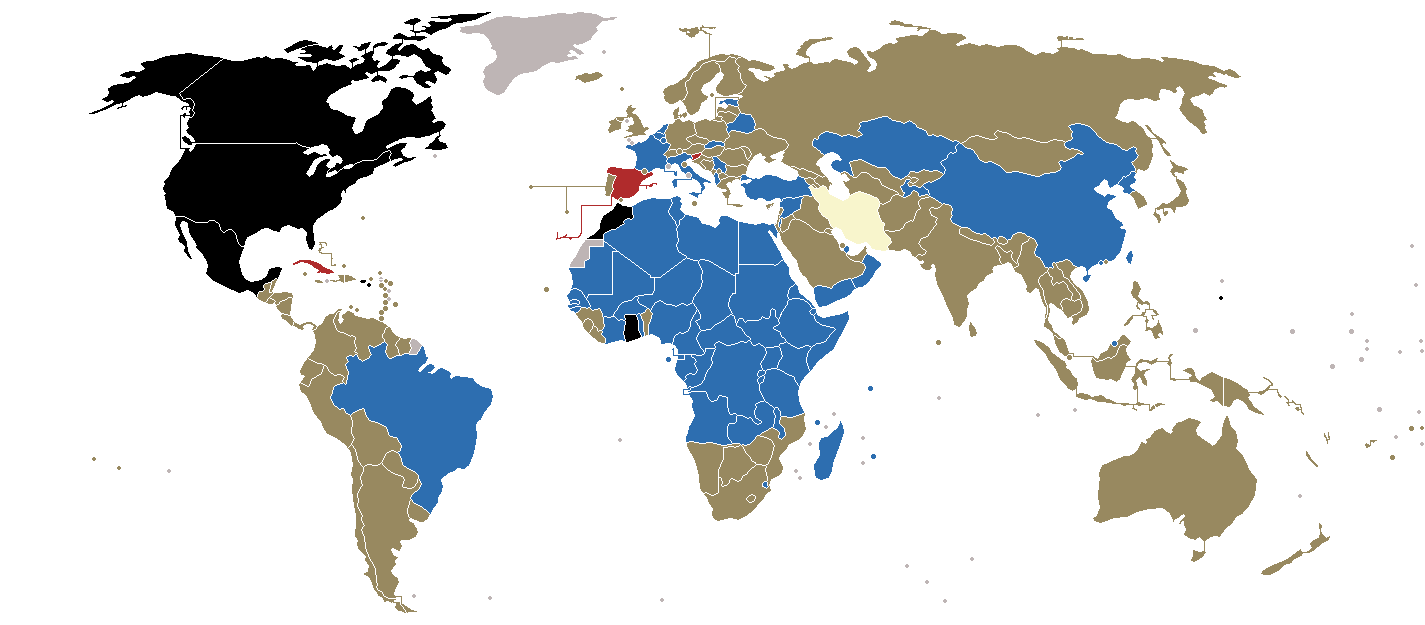
Mapa dos votos por país no processo de escolha

O processo de escolha estava previsto para começar em 2015, com a escolha da sede prevista para o 67º Congresso da FIFA, realizado no dia 10 de maio de 2017 em Kuala Lumpur, Malásia. Porém, foi adiado devido a escândalos de corrupção na FIFA em 2015 e a subsequente renúncia de Joseph Blatter, e retomado após reunião do Conselho da FIFA em 10 de maio de 2016, em meio a alegações de corrupção em torno de escolhas anteriores (2018 na Rússia e 2022 no Catar).
O processo de candidatura consistiu em quatro fases: entre maio de 2016 e maio de 2017, foi realizada uma análise de possíveis candidaturas; de junho a dezembro de 2017, as candidaturas foram confirmadas e seus detalhes apresentados; entre março e junho de 2018, foi realizada a avaliação das candidaturas; e em junho de 2018, foi realizada a eleição para escolha da sede.
Em 7 de novembro de 2017, a FIFA publicou um guia para o processo de escolha, que descreve os principais elementos após as modificações no torneio, os mecanismos de avaliação em vigor, as recomendações sobre a proteção da integridade do processo, o cronograma para a escolha, os requisitos específicos para hospedagem, uma explicação detalhada do processo, além de requisições para garantias governamentais, bem como os princípios da gestão sustentável de eventos e da proteção dos direitos humanos. A FIFA estabeleceu ainda requisitos mínimos para as capacidades dos estádios.
- Partidas da fase de grupos, décima-sextas de final, oitavas de final, quartas de final e partida para o terceiro lugar: mínimo de 40 mil lugares.[15]
- Semifinais: mínimo de 60 mil lugares.[15]
- Partida de abertura e final: mínimo de 80 mil lugares.[15]

O ministro marroquino da Juventude e Desportos. Moncef Belkhayat. disse ao diário francês Le Figaro: "O Campeonato Africano das Nações de 2015 seria o primeiro indicador da nossa capacidade de sediar um grande evento. Temos confiança como candidatos a sediar a Copa do Mundo FIFA de 2026". No entanto, em novembro de 2014, o Marrocos pediu para adiar a Copa das Nações Africanas para o verão, devido à epidemia do vírus Ebola na África Ocidental, porém perdeu seus direitos de hospedagem para a Guiné Equatorial. O Marrocos sediou ainda as edições de 2013 e 2014 da Copa do Mundo de Clubes da FIFA e o Campeonato das Nações Africanas de 2018. Em 11 de agosto de 2017, o Marrocos anunciou oficialmente a candidatura para sediar a Copa do Mundo FIFA de 2026.

Logotipo da candidatura de Canadá, Estados Unidos e México, que recebeu o nome de "united", significando "unidos" em Português

Após os rumores que Canadá, Estados Unidos e México fariam candidaturas separadas, as três nações anunciaram uma candidatura conjunta em 10 de abril de 2017. No entanto, Canadá e México receberiam apenas dez partidas cada, enquanto os Estados Unidos receberiam os sessenta jogos restantes, incluindo todos os jogos após as quartas de final.
A eleição da sede da Copa do Mundo de 2026 aconteceu em 13 de junho de 2018, em Moscovo. Conforme regulamento, 203 membros do Comitê Executivo da FIFA tiveram direito a voto, sendo que uma maioria absoluta de 102 votos seria necessária para a definição do país-sede.
| XXIII Copa do Mundo FIFA Congresso Ordinário da FIFA 13 de junho de 2018, em Moscou (Rússia) |                         |
| Países candidatos                                                                            | 1ª Rodada (porcentagem) |
| Canadá · Estados Unidos · México                                                             | 134 (66%)               |
| Marrocos                                                                                     | 65 (32%)                |
| Votos nulos                                                                                  | 1                       |
| Abstenções                                                                                   | 3                       |
| Total                                                                                        | 203                     |

## Formato
O então presidente da UEFA, Michel Platini, sugeriu, em janeiro de 2015, a expansão da copa para 40 seleções, uma ideia que o presidente da FIFA, Gianni Infantino, também sugeriu em março de 2016. O desejo de aumentar o número de participantes no torneio a partir do atual formato de 32 seleções foi anunciado em 4 de outubro de 2016. Foram consideradas quatro opções de expansão:
- Expansão para 40 seleções (8 grupos com 5 seleções) - 88 jogos
- Expansão para 40 seleções (10 grupos com 4 seleções) - 76 jogos
- Expansão para 48 seleções (Playoffs com 32 seleções) - 80 jogos
- Expansão para 48 seleções (16 grupos com 3 seleções) - 80 jogos
- Expansão Para 48 seleções (12 grupos com 4 seleções) - 104 jogos

Em janeiro de 2017, o Conselho da FIFA votou, por unanimidade, na expansão para 48 seleções. O torneio começará na fase de grupos consistindo em 16 grupos com 3 seleções cada, os dois melhores de cada grupo avançam para a fase final, o mata-mata, iniciando pelos Dezesseis-Avos de Final, com 32 seleções. O número de jogos aumentará de 64 para 80, mas o número de partidas jogadas pelos finalistas continua sendo 7, o mesmo como era com as 32 seleções, mas um jogo da fase de grupos atual será substituído por mais um jogo no mata-mata. O torneio será realizado em 32 dias, a mesma quantidade atual.
Em 14 de março de 2023, o Conselho da FIFA aprovou um formato revisado com 12 grupos de quatro equipes. A reconsideração resultou de preocupações sobre a possibilidade de conluio nos últimos jogos do grupo de grupos de três equipes. Sob o formato revisado, o número total de jogos disputados aumentará de 64 para 104, e o número de jogos disputados pelos finalistas aumentará de sete para oito. O torneio seria concluído em 39 dias, um aumento em relação aos 32 dias dos torneios de 2014 e 2018. Cada equipe ainda jogaria três partidas do grupo, com os 8 primeiros terceiros colocados se juntando aos primeiro e segundo lugar do grupo em uma nova dezesseis-avos de final.

### Divisão de vagas
Em 30 de março de 2017, a secretaria do Conselho da FIFA (composto pelo presidente da FIFA e presidentes das seis confederações) propôs uma nova alocação de vagas. A recomendação foi submetida à ratificação pelo Conselho da FIFA.
Em 9 de maio de 2017, dois dias antes do 67º Congresso da FIFA, o Conselho da FIFA aprovou a alocação de vagas em uma reunião em Manama, no Bahrein. Com isso, seria disputado ainda um play-off intercontinental envolvendo seis equipes, para decidir as duas últimas vagas para a competição.
| Confederação | Países membros da FIFA | Vagas no novo formato | Porcentagem dos membros com vagas | Vagas no formato antigo |
| ------------ | ---------------------- | --------------------- | --------------------------------- | ----------------------- |
| AFC          | 46                     | 8                     | 17%                               | 4,5                     |
| CAF          | 54                     | 9                     | 17%                               | 5                       |
| CONCACAF     | 35                     | 6                     | 17%                               | 3,5                     |
| CONMEBOL     | 10                     | 6                     | 60%                               | 4,5                     |
| OFC          | 11                     | 1                     | 9%                                | 0,5                     |
| UEFA         | 55                     | 16                    | 29%                               | 13                      |
| Play-off     |                        | 2                     |                                   |                         |
| Total        | 211                    | 48                    | 23%                               | 31 + sede               |

### Resposta
A proposta de expansão sofreu a oposição da Associação de Clubes Europeus e os seus membros, dizendo que o número de jogos chegou a um nível inaceitável e pediram ao órgão regulador a reconsiderar sua ideia de aumento do número de equipes que se qualificam. O presidente da Liga Espanhola de Futebol Profissional, Javier Tebas, diz que o novo método empregado não é aceitável. Tebas disse ao jornal Marca que "a indústria do futebol é mantida graças aos clubes e as ligas, não graças à FIFA" e que "Infantino faz política" porque "para eleger ele prometeu mais países na Copa do Mundo, ele quer cumprir as promessas eleições". O treinador da seleção alemã, Joachim Löw, alertou que a expansão, tal como ocorreu na Euro 2016, diluirá o valor do torneio mundial, pois os jogadores já atingiram seus limites físico e mental. Outra crítica é em relação ao formato com 3 seleções por grupo, o risco de conluio entre as duas equipes que jogarão na última rodada aumentará em relação ao atual formato com 4 seleções por grupo (onde as duas últimas partidas são jogadas simultaneamente). Uma sugestão do presidente, Infantino, é que os jogos da fase de grupos que terminem empatados sejam decididos por pênaltis. Abordando as preocupações relacionadas ao conluio, o vice-presidente da FIFA e presidente da CONCACAF, Victor Montagliani, comentou em abril de 2022 que a FIFA ainda estava considerando doze grupos de quatro ou dois conjuntos de seis grupos de quatro, os quais eliminariam totalmente a conspiração.

## Sedes
Um total de 16 cidades foram selecionadas para receber partidas do torneio, sendo 11 nos Estados Unidos, 3 no México e 2 no Canadá.

### Canadá
| Vancouver                          | Toronto                                                    |
| ---------------------------------- | ---------------------------------------------------------- |
| BC Place‡                          | BMO Field                                                  |
| Capacidade: 54 500                 | Capacidade: 30 000 (Será expandido para 45 736 no torneio) |
|                                    |                                                            |
| Vancouver TorontoCidades no Canadá |                                                            |

### Estados Unidos
| Los Angeles | Dallas                                               | Boston                        | Nova Iorque/Nova Jérsei                             | Kansas City                                         | Atlanta                                             |
| --- | ---------------------------------------------------- | ----------------------------- | --------------------------------------------------- | --------------------------------------------------- | --------------------------------------------------- |
| SoFi Stadium (Inglewood) | AT&T Stadium‡ (Arlington)                            | Gillette Stadium (Foxborough) | MetLife Stadium (East Rutherford)                   | Arrowhead Stadium                                   | Mercedes-Benz Stadium‡                              |
| Capacidade: 70 240 (pode ser expandido para 100 000)                                                                                  | Capacidade: 80 000 (Pode ser expandido para 105 000) | Capacidade: 65 878            | Capacidade: 82 500                                  | Capacidade: 76 416                                  | Capacidade: 71 000 (pode ser expandido para 83 000) |
| |                                                      |                               |                                                     |                                                     |                                                     |
| Atlanta Boston Dallas Houston Kansas City Los Angeles Miami NY/NJ Filadélfia San Francisco/San Jose SeattleCidades nos Estados Unidos |                                                      |                               |                                                     |                                                     |                                                     |
| Houston | Miami                                                | Filadélfia                    | San Francisco/San Jose                              | Seattle                                             | Seattle                                             |
| NRG Stadium‡ | Hard Rock Stadium (Miami Gardens)                    | Lincoln Financial Field       | Levi's Stadium (Santa Clara)                        | Lumen Field                                         | Lumen Field                                         |
| Capacidade: 71 795 (pode ser expandido para 80 000)                                                                                   | Capacidade: 64 767                                   | Capacidade: 69 176            | Capacidade: 68 500 (pode ser expandido para 75 000) | Capacidade: 69 000 (pode ser expandido para 72 000) | Capacidade: 69 000 (pode ser expandido para 72 000) |
| |                                                      |                               |                                                     |                                                     |                                                     |

### México
| Cidade do México                                        | Monterrey          | Guadalajara        |
| ------------------------------------------------------- | ------------------ | ------------------ |
| Estádio Azteca†                                         | Estádio BBVA       | Estadio Akron      |
| Capacidade: 87 523                                      | Capacidade: 53 500 | Capacidade: 46 232 |
|                                                         |                    |                    |
| Cidade do México Monterrey GuadalajaraCidades no México |                    |                    |

Inicialmente, um número maior de cidades estava previsto. Estas eram:
- No Canadá: Vancouver, Edmonton e Toronto;
- Nos Estados Unidos: Los Angeles, Nova Iorque/Nova Jérsei, Washington (D.C.), Dallas, Kansas City (Missouri), Denver, Houston, Baltimore, Atlanta, Filadélfia, Nashville, Seattle, San Francisco/San Jose, Boston, Cincinnati, Miami e Orlando

## Eliminatórias
O processo de classificação da Copa do Mundo de 2026 ainda não havia sido decidido.
O pessoal da United Bid antecipou que todos os três países anfitriões receberiam vagas automáticas. Eventualmente, em 31 de agosto de 2022, durante uma visita à Guatemala, o presidente da FIFA, Gianni Infantino, confirmou que seis times da CONCACAF se classificariam para a Copa do Mundo, incluindo Canadá, México e Estados Unidos como anfitriões. Espera-se que o Conselho da FIFA aprove as qualificações automáticas dos três anfitriões para o torneio.

### Alocação deslots
Em 30 de março de 2017, o Bureau do Conselho da FIFA (composto pelo presidente da FIFA e pelos presidentes de cada uma das seis confederações) propôs uma alocação de vagas para a Copa do Mundo FIFA de 2026. A recomendação foi submetida à ratificação do Conselho da FIFA.
Em 9 de maio, dois dias antes do 67.º Congresso da FIFA, o Conselho da FIFA aprovou a alocação de vagas em reunião em Manama, no Bahrein. Inclui um torneio de playoff intercontinental envolvendo seis times para decidir as duas últimas vagas na Copa do Mundo da FIFA, tornando-se uma vaga de 1 ⁄ 3 nas finais para uma vaga nos play-offs intercontinentais.

### Torneio deplayoff
Um torneio de playoff envolvendo seis times será realizado para decidir as duas últimas vagas para a Copa do Mundo da FIFA, composto por um time por confederação (exceto para a UEFA) e um time adicional da confederação dos países-sede (CONCACAF).
Duas das equipes serão classificadas com base no Ranking Mundial Masculino da FIFA ; as equipes classificadas disputarão uma vaga na Copa do Mundo da FIFA contra os vencedores das duas primeiras eliminatórias envolvendo as quatro equipes não classificadas.
O torneio será disputado em um ou mais países-sede e será usado como um evento-teste para a Copa do Mundo da FIFA. Os playoffs existentes agendados para novembro de 2025 foram sugeridos como uma data provisória para a edição de 2026.
| Confederação | Vagas diretas | Vagas na repescagem |
| ------------ | ------------- | ------------------- |
| AFC          | 8             | 1                   |
| CAF          | 9             | 1                   |
| CONCACAF     | 6             | 2                   |
| CONMEBOL     | 6             | 1                   |
| OFC          | 1             | 1                   |
| UEFA         | 16            | 0                   |
| Total        | 46            | 2                   |

A questão de como alocar a qualificação automática do país-sede, uma vez que existem vários países-sede, ainda não foi resolvida e será decidida pelo conselho da FIFA. A candidatura da United antecipou que todos os três países anfitriões receberiam vagas automáticas.
A ratificação da alocação de vagas dá à OFC uma vaga garantida na fase final pela primeira vez na história da Copa do Mundo da FIFA. A Copa do Mundo FIFA de 2026 será o primeiro torneio em que todas as seis confederações têm vagas garantidas.

### Seleções qualificadas
| Confederação                       | Equipe         | Método de qualificação     | Data                 | Total | Última qualificação | Consecutivas | Melhor posição                                       |
| ---------------------------------- | -------------- | -------------------------- | -------------------- | ----- | ------------------- | ------------ | ---------------------------------------------------- |
| CONCACAF (3 vagas + 3 países-sede) | Canadá         | Anfitrião                  | 31 de agosto de 2022 | 3     | 2022                | 2            | Fase de grupos (1986, 2022)                          |
| CONCACAF (3 vagas + 3 países-sede) | México         | Anfitrião                  | 31 de agosto de 2022 | 18    | 2022                | 9            | Quartas de final (1970, 1986)                        |
| CONCACAF (3 vagas + 3 países-sede) | Estados Unidos | Anfitrião                  | 31 de agosto de 2022 | 12    | 2022                | 2            | Terceiro lugar (1930)                                |
| CONMEBOL (6 vagas)                 | Argentina      | 1.º colocado da fase única | 25 de março de 2025  | 19    | 2022                | 14           | Campeão (1978, 1986 e 2022)                          |
| CONMEBOL (6 vagas)                 | Equador        | 2.º colocado da fase única | 10 de junho de 2025  | 5     | 2022                | 2            | Oitavas de final (2006)                              |
| CONMEBOL (6 vagas)                 | Brasil         | 3.º colocado da fase única | 10 de junho de 2025  | 23    | 2022                | 23           | Campeão (1958, 1962, 1970, 1994 e 2002)              |
| AFC (8 vagas)                      | Japão          | 1.º colocado no Grupo C    | 20 de março de 2025  | 8     | 2022                | 8            | Oitavas de final (2002, 2010, 2018 e 2022)           |
| AFC (8 vagas)                      | Irã            | 1.º colocado no Grupo A    | 25 de março de 2025  | 7     | 2022                | 4            | Fase de grupos (1978, 1998, 2006, 2014, 2018 e 2022) |
| AFC (8 vagas)                      | Uzbequistão    | 2.⁰ colocado no Grupo A    | 5 de junho de 2025   | 1     | 2026                | 0            | Estreante                                            |
| AFC (8 vagas)                      | Coreia do Sul  | 1.⁰ colocado no Grupo B    | 5 de junho de 2025   | 12    | 2022                | 11           | Quarto lugar (2002)                                  |
| AFC (8 vagas)                      | Jordânia       | 2.⁰ colocado no Grupo B    | 5 de junho de 2025   | 1     | 2026                | 0            | Estreante                                            |
| AFC (8 vagas)                      | Austrália      | 2.º colocado no Grupo C    | 10 de junho de 2025  | 7     | 2022                | 6            | Oitavas de final (2006, 2022)                        |
| OFC (1 vaga)                       | Nova Zelândia  | Vencedor da 3.ª fase       | 24 de março de 2025  | 3     | 2010                | 0            | Fase de grupos (1982 e 2010)                         |

## Fase de grupos
O calendário de jogos foi divulgado pela FIFA em 4 de fevereiro de 2024. O jogo inaugural acontece no dia 11 de junho de 2026 no histórico Estádio Azteca na Cidade do México, marcando a estreia da seleção da casa, assim como o segundo jogo no Estadio Akron pelo mesmo dia em Guadalajara. Os Estados Unidos fazem a sua estreia no SoFi Stadium em Inglewood e o Canadá faz a sua estreia no BMO Field em Toronto, com os dois jogos acontecendo no dia 12. Ao todo, foram feitas as divisões em três principais regiões, sendo elas a Western (Vancouver, Seattle, San Francisco e Los Angeles), Central (Guadalajara, Cidade do México, Monterrei, Houston, Dallas e Kansas City) e Eastern (Atlanta, Miami, Toronto, Boston, Filadélfia e East Rutherford). O Canadá e o México recebem as partidas até às oitavas de final, enquanto que os Estados Unidos sediam a maior parte dos jogos, com as semifinais se dividindo no AT&T Stadium em Dallas e no Mercedes-Benz Stadium em Atlanta. O terceiro lugar será disputado no dia 18 de julho de 2026 no Hard Rock Stadium em Miami e a decisão no dia 19 de julho de 2026 no MetLife Stadium em East Rutherford.
Em 12 de junho de 2024, foi divulgada uma versão atualizada do calendário, agora com o cruzamento entre as seleções. O México será a cabeça de chave do Grupo A, enquanto que o Canadá será do B e os Estados Unidos do D.
| Pos | Equipe | Pts | J | V | E | D | GP | GC | SG | Classificado          |
| --- | ------ | --- | - | - | - | - | -- | -- | -- | --------------------- |
| 1   | México | 0   | 0 | 0 | 0 | 0 | 0  | 0  | 0  | Classificados         |
| 2   | A2     | 0   | 0 | 0 | 0 | 0 | 0  | 0  | 0  | Classificados         |
| 3   | A3     | 0   | 0 | 0 | 0 | 0 | 0  | 0  | 0  | Possível 3.º colocado |
| 4   | A4     | 0   | 0 | 0 | 0 | 0 | 0  | 0  | 0  | Eliminado             |

| 11 de junho |   |        |                       |
|             | – | México | Estádio Azteca        |
|             | – |        | Estádio Akron         |
| 18 de junho |   |        |                       |
|             | – | México | Estádio Akron         |
|             | – |        | Mercedes-Benz Stadium |
| 24 de junho |   |        |                       |
|             | – | México | Estádio Azteca        |
|             | – |        | Estádio BBVA Bancomer |

| Pos | Equipe | Pts | J | V | E | D | GP | GC | SG | Classificado          |
| --- | ------ | --- | - | - | - | - | -- | -- | -- | --------------------- |
| 1   | Canadá | 0   | 0 | 0 | 0 | 0 | 0  | 0  | 0  | Classificados         |
| 2   | B2     | 0   | 0 | 0 | 0 | 0 | 0  | 0  | 0  | Classificados         |
| 3   | B3     | 0   | 0 | 0 | 0 | 0 | 0  | 0  | 0  | Possível 3.º colocado |
| 4   | B4     | 0   | 0 | 0 | 0 | 0 | 0  | 0  | 0  | Eliminado             |

| 12 de junho |   |        |                |
|             | – | Canadá | BMO Field      |
| 13 de junho |   |        |                |
|             | – |        | Levi's Stadium |
| 18 de junho |   |        |                |
|             | – | Canadá | BC Place       |
|             | – |        | SoFi Stadium   |
| 24 de junho |   |        |                |
|             | – | Canadá | BMO Field      |
|             | – |        | Lumen Field    |

| Pos | Equipe | Pts | J | V | E | D | GP | GC | SG | Classificado          |
| --- | ------ | --- | - | - | - | - | -- | -- | -- | --------------------- |
| 1   | C1     | 0   | 0 | 0 | 0 | 0 | 0  | 0  | 0  | Classificados         |
| 2   | C2     | 0   | 0 | 0 | 0 | 0 | 0  | 0  | 0  | Classificados         |
| 3   | C3     | 0   | 0 | 0 | 0 | 0 | 0  | 0  | 0  | Possível 3.º colocado |
| 4   | C4     | 0   | 0 | 0 | 0 | 0 | 0  | 0  | 0  | Eliminado             |

| 13 de junho |   |  |                         |
|             | – |  | Gillette Stadium        |
|             | – |  | MetLife Stadium         |
| 19 de junho |   |  |                         |
|             | – |  | Gillette Stadium        |
|             | – |  | Lincoln Financial Field |
| 24 de junho |   |  |                         |
|             | – |  | Mercedes-Benz Stadium   |
|             | – |  | Hard Rock Stadium       |

| Pos | Equipe         | Pts | J | V | E | D | GP | GC | SG | Classificado          |
| --- | -------------- | --- | - | - | - | - | -- | -- | -- | --------------------- |
| 1   | Estados Unidos | 0   | 0 | 0 | 0 | 0 | 0  | 0  | 0  | Classificados         |
| 2   | D2             | 0   | 0 | 0 | 0 | 0 | 0  | 0  | 0  | Classificados         |
| 3   | D3             | 0   | 0 | 0 | 0 | 0 | 0  | 0  | 0  | Possível 3.º colocado |
| 4   | D4             | 0   | 0 | 0 | 0 | 0 | 0  | 0  | 0  | Eliminado             |

| 12 de junho |   |                |                |
|             | – | Estados Unidos | SoFi Stadium   |
|             | – |                | BC Place       |
| 19 de junho |   |                |                |
|             | – | Estados Unidos | Lumen Field    |
|             | – |                | Levi's Stadium |
| 24 de junho |   |                |                |
|             | – |                | Levi's Stadium |
|             | – | Estados Unidos | SoFi Stadium   |

| Pos | Equipe | Pts | J | V | E | D | GP | GC | SG | Classificado          |
| --- | ------ | --- | - | - | - | - | -- | -- | -- | --------------------- |
| 1   | E1     | 0   | 0 | 0 | 0 | 0 | 0  | 0  | 0  | Classificados         |
| 2   | E2     | 0   | 0 | 0 | 0 | 0 | 0  | 0  | 0  | Classificados         |
| 3   | E3     | 0   | 0 | 0 | 0 | 0 | 0  | 0  | 0  | Possível 3.º colocado |
| 4   | E4     | 0   | 0 | 0 | 0 | 0 | 0  | 0  | 0  | Eliminado             |

| 14 de junho |   |  |                         |
|             | – |  | Lincoln Financial Field |
|             | – |  | NRG Stadium             |
| 20 de junho |   |  |                         |
|             | – |  | BMO Field               |
|             | – |  | Arrowhead Stadium       |
| 25 de junho |   |  |                         |
|             | – |  | Lincoln Financial Field |
|             | – |  | MetLife Stadium         |

| Pos | Equipe | Pts | J | V | E | D | GP | GC | SG | Classificado          |
| --- | ------ | --- | - | - | - | - | -- | -- | -- | --------------------- |
| 1   | F1     | 0   | 0 | 0 | 0 | 0 | 0  | 0  | 0  | Classificados         |
| 2   | F2     | 0   | 0 | 0 | 0 | 0 | 0  | 0  | 0  | Classificados         |
| 3   | F3     | 0   | 0 | 0 | 0 | 0 | 0  | 0  | 0  | Possível 3.º colocado |
| 4   | F4     | 0   | 0 | 0 | 0 | 0 | 0  | 0  | 0  | Eliminado             |

| 14 de junho |   |  |                   |
|             | – |  | Estádio BBVA      |
|             | – |  | AT&T Stadium      |
| 20 de junho |   |  |                   |
|             | – |  | NRG Stadium       |
|             | – |  | Estádio BBVA      |
| 25 de junho |   |  |                   |
|             | – |  | AT&T Stadium      |
|             | – |  | Arrowhead Stadium |

| Pos | Equipe | Pts | J | V | E | D | GP | GC | SG | Classificado          |
| --- | ------ | --- | - | - | - | - | -- | -- | -- | --------------------- |
| 1   | G1     | 0   | 0 | 0 | 0 | 0 | 0  | 0  | 0  | Classificados         |
| 2   | G2     | 0   | 0 | 0 | 0 | 0 | 0  | 0  | 0  | Classificados         |
| 3   | G3     | 0   | 0 | 0 | 0 | 0 | 0  | 0  | 0  | Possível 3.º colocado |
| 4   | G4     | 0   | 0 | 0 | 0 | 0 | 0  | 0  | 0  | Eliminado             |

| 15 de junho |   |  |              |
|             | – |  | SoFi Stadium |
|             | – |  | Lumen Field  |
| 21 de junho |   |  |              |
|             | – |  | SoFi Stadium |
|             | – |  | BC Place     |
| 26 de junho |   |  |              |
|             | – |  | BC Place     |
|             | – |  | Lumen Field  |

| Pos | Equipe | Pts | J | V | E | D | GP | GC | SG | Classificado          |
| --- | ------ | --- | - | - | - | - | -- | -- | -- | --------------------- |
| 1   | H1     | 0   | 0 | 0 | 0 | 0 | 0  | 0  | 0  | Classificados         |
| 2   | H2     | 0   | 0 | 0 | 0 | 0 | 0  | 0  | 0  | Classificados         |
| 3   | H3     | 0   | 0 | 0 | 0 | 0 | 0  | 0  | 0  | Possível 3.º colocado |
| 4   | H4     | 0   | 0 | 0 | 0 | 0 | 0  | 0  | 0  | Eliminado             |

| 15 de junho |   |  |                       |
|             | – |  | Hard Rock Stadium     |
|             | – |  | Mercedes-Benz Stadium |
| 21 de junho |   |  |                       |
|             | – |  | Hard Rock Stadium     |
|             | – |  | Mercedes-Benz Stadium |
| 26 de junho |   |  |                       |
|             | – |  | NRG Stadium           |
|             | – |  | Estádio Akron         |

| Pos | Equipe | Pts | J | V | E | D | GP | GC | SG | Classificado          |
| --- | ------ | --- | - | - | - | - | -- | -- | -- | --------------------- |
| 1   | I1     | 0   | 0 | 0 | 0 | 0 | 0  | 0  | 0  | Classificados         |
| 2   | I2     | 0   | 0 | 0 | 0 | 0 | 0  | 0  | 0  | Classificados         |
| 3   | I3     | 0   | 0 | 0 | 0 | 0 | 0  | 0  | 0  | Possível 3.º colocado |
| 4   | I4     | 0   | 0 | 0 | 0 | 0 | 0  | 0  | 0  | Eliminado             |

| 16 de junho |   |  |                         |
|             | – |  | MetLife Stadium         |
|             | – |  | Gillette Stadium        |
| 22 de junho |   |  |                         |
|             | – |  | MetLife Stadium         |
|             | – |  | Lincoln Financial Field |
| 26 de junho |   |  |                         |
|             | – |  | Gillette Stadium        |
|             | – |  | BMO Field               |

| Pos | Equipe | Pts | J | V | E | D | GP | GC | SG | Classificado          |
| --- | ------ | --- | - | - | - | - | -- | -- | -- | --------------------- |
| 1   | J1     | 0   | 0 | 0 | 0 | 0 | 0  | 0  | 0  | Classificados         |
| 2   | J2     | 0   | 0 | 0 | 0 | 0 | 0  | 0  | 0  | Classificados         |
| 3   | J3     | 0   | 0 | 0 | 0 | 0 | 0  | 0  | 0  | Possível 3.º colocado |
| 4   | J4     | 0   | 0 | 0 | 0 | 0 | 0  | 0  | 0  | Eliminado             |

| 16 de junho |   |  |                   |
|             | – |  | Arrowhead Stadium |
|             | – |  | Levi's Stadium    |
| 22 de junho |   |  |                   |
|             | – |  | AT&T Stadium      |
|             | – |  | Levi's Stadium    |
| 27 de junho |   |  |                   |
|             | – |  | Arrowhead Stadium |
|             | – |  | AT&T Stadium      |

| Pos | Equipe | Pts | J | V | E | D | GP | GC | SG | Classificado          |
| --- | ------ | --- | - | - | - | - | -- | -- | -- | --------------------- |
| 1   | K1     | 0   | 0 | 0 | 0 | 0 | 0  | 0  | 0  | Classificados         |
| 2   | K2     | 0   | 0 | 0 | 0 | 0 | 0  | 0  | 0  | Classificados         |
| 3   | K3     | 0   | 0 | 0 | 0 | 0 | 0  | 0  | 0  | Possível 3.º colocado |
| 4   | K4     | 0   | 0 | 0 | 0 | 0 | 0  | 0  | 0  | Eliminado             |

| 17 de junho |   |  |                       |
|             | – |  | NRG Stadium           |
|             | – |  | Estádio Akron         |
| 23 de junho |   |  |                       |
|             | – |  | NRG Stadium           |
|             | – |  | Estádio Azteca        |
| 27 de junho |   |  |                       |
|             | – |  | Hard Rock Stadium     |
|             | – |  | Mercedes-Benz Stadium |

| Pos | Equipe | Pts | J | V | E | D | GP | GC | SG | Classificado          |
| --- | ------ | --- | - | - | - | - | -- | -- | -- | --------------------- |
| 1   | L1     | 0   | 0 | 0 | 0 | 0 | 0  | 0  | 0  | Classificados         |
| 2   | L2     | 0   | 0 | 0 | 0 | 0 | 0  | 0  | 0  | Classificados         |
| 3   | L3     | 0   | 0 | 0 | 0 | 0 | 0  | 0  | 0  | Possível 3.º colocado |
| 4   | L4     | 0   | 0 | 0 | 0 | 0 | 0  | 0  | 0  | Eliminado             |

| 17 de junho |   |  |                         |
|             | – |  | BMO Field               |
|             | – |  | AT&T Stadium            |
| 23 de junho |   |  |                         |
|             | – |  | Gillette Stadium        |
|             | – |  | BMO Field               |
| 27 de junho |   |  |                         |
|             | – |  | MetLife Stadium         |
|             | – |  | Lincoln Financial Field |

### Melhores terceiras classificadas
As melhores oito seleções terceiro colocadas nos grupos também avançam aos dezesseis avos de final.
| Pos | Grp | Equipe       | Pts | J | V | E | D | GP | GC | SG | Classificado  |
| --- | --- | ------------ | --- | - | - | - | - | -- | -- | -- | ------------- |
| 1   | A   | 3.º colocado | 0   | 0 | 0 | 0 | 0 | 0  | 0  | 0  | Classificados |
| 2   | B   | 3.º colocado | 0   | 0 | 0 | 0 | 0 | 0  | 0  | 0  | Classificados |
| 3   | C   | 3.º colocado | 0   | 0 | 0 | 0 | 0 | 0  | 0  | 0  | Classificados |
| 4   | D   | 3.º colocado | 0   | 0 | 0 | 0 | 0 | 0  | 0  | 0  | Classificados |
| 5   | E   | 3.º colocado | 0   | 0 | 0 | 0 | 0 | 0  | 0  | 0  | Classificados |
| 6   | F   | 3.º colocado | 0   | 0 | 0 | 0 | 0 | 0  | 0  | 0  | Classificados |
| 7   | G   | 3.º colocado | 0   | 0 | 0 | 0 | 0 | 0  | 0  | 0  | Classificados |
| 8   | H   | 3.º colocado | 0   | 0 | 0 | 0 | 0 | 0  | 0  | 0  | Classificados |
| 9   | I   | 3.º colocado | 0   | 0 | 0 | 0 | 0 | 0  | 0  | 0  | Eliminados    |
| 10  | J   | 3.º colocado | 0   | 0 | 0 | 0 | 0 | 0  | 0  | 0  | Eliminados    |
| 11  | K   | 3.º colocado | 0   | 0 | 0 | 0 | 0 | 0  | 0  | 0  | Eliminados    |
| 12  | L   | 3.º colocado | 0   | 0 | 0 | 0 | 0 | 0  | 0  | 0  | Eliminados    |

## Fase final

### Chaveamento
|  | Dezesseis avos de final        | Dezesseis avos de final |                               |  | Oitavas de final    | Oitavas de final    |  |  | Quartas de final | Quartas de final |  |  | Semifinais | Semifinais |  |  | Final | Final |
|  |                                |                         |                               |  |                     |                     |  |  |                  |                  |  |  |            |            |  |  |       |       |
|  | 29 de junho – Foxborough       |                         |                               |  |                     |                     |  |  |                  |                  |  |  |            |            |  |  |       |       |
|  |                                |                         |                               |  |                     |                     |  |  |                  |                  |  |  |            |            |  |  |       |       |
|  | 1E                             |                         |                               |  |                     |                     |  |  |                  |                  |  |  |            |            |  |  |       |       |
|  | 4 de julho – Filadélfia        |                         |                               |  |                     |                     |  |  |                  |                  |  |  |            |            |  |  |       |       |
|  | 3A/B/C/D/F                     |                         |                               |  |                     |                     |  |  |                  |                  |  |  |            |            |  |  |       |       |
|  |                                |                         |                               |  |                     |                     |  |  |                  |                  |  |  |            |            |  |  |       |       |
|  | 30 de junho – East Rutherford  |                         |                               |  |                     |                     |  |  |                  |                  |  |  |            |            |  |  |       |       |
|  |                                |                         |                               |  |                     |                     |  |  |                  |                  |  |  |            |            |  |  |       |       |
|  | 1I                             |                         |                               |  |                     |                     |  |  |                  |                  |  |  |            |            |  |  |       |       |
|  |                                |                         | 9 de julho – Foxborough       |  |                     |                     |  |  |                  |                  |  |  |            |            |  |  |       |       |
|  | 3C/D/F/G/H                     |                         |                               |  |                     |                     |  |  |                  |                  |  |  |            |            |  |  |       |       |
|  |                                |                         |                               |  |                     |                     |  |  |                  |                  |  |  |            |            |  |  |       |       |
|  | 28 de junho – Inglewood        |                         |                               |  |                     |                     |  |  |                  |                  |  |  |            |            |  |  |       |       |
|  |                                |                         |                               |  |                     |                     |  |  |                  |                  |  |  |            |            |  |  |       |       |
|  | 2A                             |                         |                               |  |                     |                     |  |  |                  |                  |  |  |            |            |  |  |       |       |
|  | 4 de julho – Houston           |                         |                               |  |                     |                     |  |  |                  |                  |  |  |            |            |  |  |       |       |
|  | 2B                             |                         |                               |  |                     |                     |  |  |                  |                  |  |  |            |            |  |  |       |       |
|  |                                |                         |                               |  |                     |                     |  |  |                  |                  |  |  |            |            |  |  |       |       |
|  | 29 de junho – Monterrey        |                         |                               |  |                     |                     |  |  |                  |                  |  |  |            |            |  |  |       |       |
|  |                                |                         |                               |  |                     |                     |  |  |                  |                  |  |  |            |            |  |  |       |       |
|  | 1F                             |                         |                               |  |                     |                     |  |  |                  |                  |  |  |            |            |  |  |       |       |
|  |                                |                         | 14 de julho – Arlington       |  |                     |                     |  |  |                  |                  |  |  |            |            |  |  |       |       |
|  | 2C                             |                         |                               |  |                     |                     |  |  |                  |                  |  |  |            |            |  |  |       |       |
|  |                                |                         |                               |  |                     |                     |  |  |                  |                  |  |  |            |            |  |  |       |       |
|  | 2 de julho – Toronto           |                         |                               |  |                     |                     |  |  |                  |                  |  |  |            |            |  |  |       |       |
|  |                                |                         |                               |  |                     |                     |  |  |                  |                  |  |  |            |            |  |  |       |       |
|  | 2K                             |                         |                               |  |                     |                     |  |  |                  |                  |  |  |            |            |  |  |       |       |
|  | 6 de julho – Arlington         |                         |                               |  |                     |                     |  |  |                  |                  |  |  |            |            |  |  |       |       |
|  | 2L                             |                         |                               |  |                     |                     |  |  |                  |                  |  |  |            |            |  |  |       |       |
|  |                                |                         |                               |  |                     |                     |  |  |                  |                  |  |  |            |            |  |  |       |       |
|  | 2 de julho – Inglewood         |                         |                               |  |                     |                     |  |  |                  |                  |  |  |            |            |  |  |       |       |
|  |                                |                         |                               |  |                     |                     |  |  |                  |                  |  |  |            |            |  |  |       |       |
|  | 1H                             |                         |                               |  |                     |                     |  |  |                  |                  |  |  |            |            |  |  |       |       |
|  |                                |                         | 10 de julho – Inglewood       |  |                     |                     |  |  |                  |                  |  |  |            |            |  |  |       |       |
|  | 2J                             |                         |                               |  |                     |                     |  |  |                  |                  |  |  |            |            |  |  |       |       |
|  |                                |                         |                               |  |                     |                     |  |  |                  |                  |  |  |            |            |  |  |       |       |
|  | 1.° de julho – Santa Clara     |                         |                               |  |                     |                     |  |  |                  |                  |  |  |            |            |  |  |       |       |
|  |                                |                         |                               |  |                     |                     |  |  |                  |                  |  |  |            |            |  |  |       |       |
|  | 1D                             |                         |                               |  |                     |                     |  |  |                  |                  |  |  |            |            |  |  |       |       |
|  | 6 de julho – Seatle            |                         |                               |  |                     |                     |  |  |                  |                  |  |  |            |            |  |  |       |       |
|  | 3B/E/F/I/J                     |                         |                               |  |                     |                     |  |  |                  |                  |  |  |            |            |  |  |       |       |
|  |                                |                         |                               |  |                     |                     |  |  |                  |                  |  |  |            |            |  |  |       |       |
|  | 1.° de julho – Seatle          |                         |                               |  |                     |                     |  |  |                  |                  |  |  |            |            |  |  |       |       |
|  |                                |                         |                               |  |                     |                     |  |  |                  |                  |  |  |            |            |  |  |       |       |
|  | 1G                             |                         |                               |  |                     |                     |  |  |                  |                  |  |  |            |            |  |  |       |       |
|  |                                |                         | 19 de julho – East Rutherford |  |                     |                     |  |  |                  |                  |  |  |            |            |  |  |       |       |
|  | 3A/E/H/I/J                     |                         |                               |  |                     |                     |  |  |                  |                  |  |  |            |            |  |  |       |       |
|  | Vencedor Jogo 101              |                         |                               |  |                     |                     |  |  |                  |                  |  |  |            |            |  |  |       |       |
|  | 29 de junho – Houston          |                         |                               |  |                     |                     |  |  |                  |                  |  |  |            |            |  |  |       |       |
|  |                                | Vencedor Jogo 102       |                               |  |                     |                     |  |  |                  |                  |  |  |            |            |  |  |       |       |
|  | 1C                             |                         |                               |  |                     |                     |  |  |                  |                  |  |  |            |            |  |  |       |       |
|  | 5 de julho – East Rutherford   |                         |                               |  |                     |                     |  |  |                  |                  |  |  |            |            |  |  |       |       |
|  | 2F                             |                         |                               |  |                     |                     |  |  |                  |                  |  |  |            |            |  |  |       |       |
|  |                                |                         |                               |  |                     |                     |  |  |                  |                  |  |  |            |            |  |  |       |       |
|  | 30 de junho – Arlington        |                         |                               |  |                     |                     |  |  |                  |                  |  |  |            |            |  |  |       |       |
|  |                                |                         |                               |  |                     |                     |  |  |                  |                  |  |  |            |            |  |  |       |       |
|  | 2E                             |                         |                               |  |                     |                     |  |  |                  |                  |  |  |            |            |  |  |       |       |
|  |                                |                         | 11 de julho – Miami           |  |                     |                     |  |  |                  |                  |  |  |            |            |  |  |       |       |
|  | 2I                             |                         |                               |  |                     |                     |  |  |                  |                  |  |  |            |            |  |  |       |       |
|  |                                |                         |                               |  |                     |                     |  |  |                  |                  |  |  |            |            |  |  |       |       |
|  | 30 de junho – Cidade do México |                         |                               |  |                     |                     |  |  |                  |                  |  |  |            |            |  |  |       |       |
|  |                                |                         |                               |  |                     |                     |  |  |                  |                  |  |  |            |            |  |  |       |       |
|  | 1A                             |                         |                               |  |                     |                     |  |  |                  |                  |  |  |            |            |  |  |       |       |
|  | 5 de julho – Cidade do México  |                         |                               |  |                     |                     |  |  |                  |                  |  |  |            |            |  |  |       |       |
|  | 3C/E/F/H/I                     |                         |                               |  |                     |                     |  |  |                  |                  |  |  |            |            |  |  |       |       |
|  |                                |                         |                               |  |                     |                     |  |  |                  |                  |  |  |            |            |  |  |       |       |
|  | 1.° de julho – Atlanta         |                         |                               |  |                     |                     |  |  |                  |                  |  |  |            |            |  |  |       |       |
|  |                                |                         |                               |  |                     |                     |  |  |                  |                  |  |  |            |            |  |  |       |       |
|  | 1L                             |                         |                               |  |                     |                     |  |  |                  |                  |  |  |            |            |  |  |       |       |
|  |                                |                         | 15 de julho – Atlanta         |  |                     |                     |  |  |                  |                  |  |  |            |            |  |  |       |       |
|  | 3E/H/I/J/K                     |                         |                               |  |                     |                     |  |  |                  |                  |  |  |            |            |  |  |       |       |
|  |                                |                         |                               |  |                     |                     |  |  |                  |                  |  |  |            |            |  |  |       |       |
|  | 3 de julho – Miami             |                         |                               |  |                     |                     |  |  |                  |                  |  |  |            |            |  |  |       |       |
|  |                                |                         |                               |  | Terceiro Lugar      |                     |  |  |                  |                  |  |  |            |            |  |  |       |       |
|  | 1J                             |                         |                               |  |                     |                     |  |  |                  |                  |  |  |            |            |  |  |       |       |
|  | 7 de julho – Atlanta           | 7 de julho – Atlanta    |                               |  | 18 de julho – Miami | 18 de julho – Miami |  |  |                  |                  |  |  |            |            |  |  |       |       |
|  | 7 de julho – Atlanta           | 7 de julho – Atlanta    | 2H                            |  | 18 de julho – Miami | 18 de julho – Miami |  |  |                  |                  |  |  |            |            |  |  |       |       |
|  |                                |                         | Perdedor Jogo 101             |  |                     |                     |  |  |                  |                  |  |  |            |            |  |  |       |       |
|  | 3 de julho – Arlington         |                         |                               |  |                     |                     |  |  |                  |                  |  |  |            |            |  |  |       |       |
|  |                                |                         |                               |  | Perdedor Jogo 102   |                     |  |  |                  |                  |  |  |            |            |  |  |       |       |
|  | 2D                             |                         |                               |  |                     |                     |  |  |                  |                  |  |  |            |            |  |  |       |       |
|  |                                |                         | 11 de julho – Kansas City     |  |                     |                     |  |  |                  |                  |  |  |            |            |  |  |       |       |
|  | 2G                             |                         |                               |  |                     |                     |  |  |                  |                  |  |  |            |            |  |  |       |       |
|  |                                |                         |                               |  |                     |                     |  |  |                  |                  |  |  |            |            |  |  |       |       |
|  | 2 de julho – Vancouver         |                         |                               |  |                     |                     |  |  |                  |                  |  |  |            |            |  |  |       |       |
|  |                                |                         |                               |  |                     |                     |  |  |                  |                  |  |  |            |            |  |  |       |       |
|  | 1B                             |                         |                               |  |                     |                     |  |  |                  |                  |  |  |            |            |  |  |       |       |
|  | 7 de julho – Vancouver         |                         |                               |  |                     |                     |  |  |                  |                  |  |  |            |            |  |  |       |       |
|  | 3E/F/G/I/J                     |                         |                               |  |                     |                     |  |  |                  |                  |  |  |            |            |  |  |       |       |
|  |                                |                         |                               |  |                     |                     |  |  |                  |                  |  |  |            |            |  |  |       |       |
|  | 3 de julho – Kansas City       |                         |                               |  |                     |                     |  |  |                  |                  |  |  |            |            |  |  |       |       |
|  |                                |                         |                               |  |                     |                     |  |  |                  |                  |  |  |            |            |  |  |       |       |
|  | 1K                             |                         |                               |  |                     |                     |  |  |                  |                  |  |  |            |            |  |  |       |       |
|  |                                |                         |                               |  |                     |                     |  |  |                  |                  |  |  |            |            |  |  |       |       |
|  | 3D/E/I/J/L                     |                         |                               |  |                     |                     |  |  |                  |                  |  |  |            |            |  |  |       |       |
|  |                                |                         |                               |  |                     |                     |  |  |                  |                  |  |  |            |            |  |  |       |       |

### Dezesseis avos de final
| 28 de junho |  | –            |  | SoFi Stadium, Inglewood |
|             |  | [ Relatório] |  |                         |

| 29 de junho |  | –            |  | Gillette Stadium, Foxborough |
|             |  | [ Relatório] |  |                              |

| 29 de junho |  | –            |  | Estádio BBVA Bancomer, Monterrey |
|             |  | [ Relatório] |  |                                  |

| 29 de junho |  | –            |  | NRG Stadium, Houston |
|             |  | [ Relatório] |  |                      |

| 30 de junho |  | –            |  | MetLife Stadium, East Rutherford |
|             |  | [ Relatório] |  |                                  |

| 30 de junho |  | –            |  | AT&T Stadium, Arlington |
|             |  | [ Relatório] |  |                         |

| 30 de junho |  | –            |  | Estádio Azteca, Cidade do México |
|             |  | [ Relatório] |  |                                  |

| 1.° de julho |  | –            |  | Mercedes-Benz Stadium, Atlanta |
|              |  | [ Relatório] |  |                                |

| 1.° de julho |  | –            |  | Levi's Stadium, Santa Clara |
|              |  | [ Relatório] |  |                             |

| 1.° de julho |  | –            |  | Lumen Field, Seatle |
|              |  | [ Relatório] |  |                     |

| 2 de julho |  | –            |  | BMO Field, Toronto |
|            |  | [ Relatório] |  |                    |

| 2 de julho |  | –            |  | SoFi Stadium, Inglewood |
|            |  | [ Relatório] |  |                         |

| 2 de julho |  | –            |  | BC Place, Vancouver |
|            |  | [ Relatório] |  |                     |

| 3 de julho |  | –            |  | Hard Rock Stadium, Miami |
|            |  | [ Relatório] |  |                          |

| 3 de julho |  | –            |  | Arrowhead Stadium, Kansas City |
|            |  | [ Relatório] |  |                                |

| 3 de julho |  | –            |  | AT&T Stadium, Arlington |
|            |  | [ Relatório] |  |                         |

### Oitavas de Final
| 4 de julho |  | –            |  | Lincoln Financial Field, Filadélfia |
|            |  | [ Relatório] |  |                                     |

| 4 de julho |  | –            |  | NRG Stadium, Houston |
|            |  | [ Relatório] |  |                      |

| 5 de julho |  | –            |  | MetLife Stadium, East Rutherford |
|            |  | [ Relatório] |  |                                  |

| 5 de julho |  | –            |  | Estádio Azteca, Cidade do México |
|            |  | [ Relatório] |  |                                  |

| 6 de julho |  | –            |  | AT&T Stadium, Arlington |
|            |  | [ Relatório] |  |                         |

| 6 de julho |  | –            |  | Lumen Field, Seatle |
|            |  | [ Relatório] |  |                     |

| 7 de julho |  | –            |  | Mercedes-Benz Stadium, Atlanta |
|            |  | [ Relatório] |  |                                |

| 7 de julho |  | –            |  | BC Place, Vancouver |
|            |  | [ Relatório] |  |                     |

### Quartas de final
| 9 de julho |  | –            |  | Gilette Stadium, Foxborough |
|            |  | [ Relatório] |  |                             |

| 10 de julho |  | –            |  | SoFi Stadium, Inglewood |
|             |  | [ Relatório] |  |                         |

| 11 de julho |  | –            |  | Hard Rock Stadium, Miami |
|             |  | [ Relatório] |  |                          |

| 11 de julho |  | –            |  | Arrowhead Stadium, Kansas City |
|             |  | [ Relatório] |  |                                |

### Semifinal
| 14 de julho |  | –            |  | AT&T Stadium, Arlington |
|             |  | [ Relatório] |  |                         |

| 15 de julho |  | –            |  | Mercedes-Benz Stadium, Atlanta |
|             |  | [ Relatório] |  |                                |

### Disputa pelo terceiro lugar
| 18 de julho |  | –            |  | Hard Rock Stadium, Miami |
|             |  | [ Relatório] |  |                          |

### Final
Em 5 de março de 2025, o presidente da FIFA, Gianni Infantino, anunciou que haverá um show no intervalo da final da competição, pela primeira vez na história. Chris Martin e Phil Harvey, do Coldplay, serão os consultores da entidade para a escolha da lista de artistas, que será organizado pela empresa Global Citizen. A Times Square — famosa área em Nova Iorque — também receberá shows ligados à competição.
| 19 de julho | Vencedor da 1.ª semifinal | – | Vencedor da 2.ª semifinal | MetLife Stadium, East Rutherford |
| A definir   |                           |   |                           |                                  |

## Premiações
| Copa do Mundo FIFA de 2026   |
| ---------------------------- |
| A definir Campeão (º título) |

## Controvérsias

#### Oposição ao aumento no número de países
A Associação Europeia de Clubes e seus clubes membros se opuseram à proposta de expansão da Copa do Mundo, dizendo que o número de jogos já estava em um nível "inaceitável" e instaram o órgão governante a reconsiderar sua ideia de aumentar o número de equipes que se classificam. Alegaram que se tratava de uma decisão tomada por razões políticas porque Infantino satisfaria assim o seu eleitorado, e não por razões desportivas. O presidente da Liga Nacional de Fútbol Profesional (La Liga), Javier Tebas, concordou, afirmando a inaceitabilidade do novo formato. Ele disse ao Marca que a indústria do futebol se mantém graças aos clubes e ligas, não à FIFA, e que Infantino usou a promessa de mais países jogando na Copa do Mundo para ganhar sua eleição. O técnico da seleção alemã, Joachim Löw, alertou que a expansão, como ocorreu na Euro 2016, diluiria o valor do torneio mundial porque os jogadores já atingiram seu limite físico e mental.

#### Declarações polêmicas de Trump sobre imigrantes muçulmanos
As ordens executivas do presidente dos EUA, Donald Trump, relativas à imigração de certos países de maioria muçulmana implementadas em 2017 foram apresentadas como um risco potencial, com Infantino dizendo: acesso ao país, caso contrário não há Copa do Mundo." Em resposta, o governo Trump enviou cartas à FIFA que diziam, em parte, que Trump estava "confiante" de que "todos os atletas, funcionários e torcedores elegíveis de todos os países todo o mundo seriam capazes de entrar nos Estados Unidos sem discriminação." Em 2018, Trump questionou os países que pretendiam apoiar a candidatura de Marrocos para sediar a Copa do Mundo de 2026, twittando: "Os EUA montaram uma FORTE candidatura com Canadá e México para a Copa do Mundo de 2026. Seria uma pena se os países que sempre apoiamos fizessem lobby contra a candidatura dos EUA. Por que deveríamos apoiar esses países quando eles não nos apoiam (inclusive nas Nações Unidas)?" Em janeiro de 2021, a proibição de viagem foi revertida por seu sucessor, Joe Biden.

#### Alegação de falta de segurança nos estádios mexicanos
Em março de 2022, o presidente da Liga MX, Mikel Arriola, afirmou que o envolvimento do México como co-anfitrião poderia estar em risco se a liga e a federação não tivessem respondido rapidamente a Tragédia no Estádio da Corregidora entre torcedores rivais que deixou 26 espectadores feridos e resultou em 14 prisões. Arriola disse que a FIFA ficou "chocada" com o incidente, mas Infantino ficou satisfeito com as sanções impostas contra o Querétaro.

## Publicidade

### Logotipo
A logo oficial da Copa do Mundo FIFA de 2026 foi apresentado em um evento no Observatório Griffith, em Los Angeles no dia 17 de maio de 2023, contando com a presença do presidente da FIFA, Gianni Infantino e do ex-jogador brasileiro, Ronaldo Nazário. Pela primeira vez, o troféu da Copa do Mundo aparece em evidência através da sua forma tradicional e à cores e não como uma representação abstrata, como acontecia em anos anteriores, junto com o número 26 em vertical. Segundo a entidade, a marca "permite a personalização para refletir a singularidade de cada anfitrião, ao mesmo tempo em que constrói uma estrutura de marca identificável para os próximos anos."

### Direitos de transmissão
Em 12 de fevereiro de 2015, a FIFA renovou o contrato de direitos de transmissão da Fox, Telemundo e Bell Media para cobrir o mundial de 2026, sem aceitar outras ofertas nos Estados Unidos. O New York Times acredita que essa extensão foi planejada como compensação pelo reagendamento da Copa do Mundo de 2022 para novembro-dezembro, em vez de sua programação tradicional de junho-julho, pois cria conflitos consideráveis com as principais ligas esportivas profissionais que normalmente estão de folga durante a Copa do Mundo.

#### No Brasil
Em 19 de novembro de 2022, faltando um dia para o início da Copa do Catar, o Grupo Globo renovou o contrato com a FIFA para a cobertura de eventos de base e profissionais, o que inclui a Copa do Mundo de Futebol Feminino de 2023 e o Copa de 2026 para o Brasil. No entanto, ao contrário dos mundiais de 2018 e 2022, o novo acordo não prevê exclusividade total em todas as mídias. Durante um evento à imprensa em 11 de julho de 2023, a Globo anunciou que cobriria apenas 52 dos 104 jogos da Copa do Mundo de 2026, adotando um novo modelo usado a partir da Copa Feminina de 2023, onde anunciou a transmissão de 34 partidas em todas as suas mídias, transmitindo apenas sete em TV aberta, ao invés das 64 realizadas. A mudança marca a quebra de uma tradição adotada a partir da Copa do Mundo FIFA de 2002, quando a Globo transmitia todas as rodadas do evento nas suas plataformas. Em 9 de abril de 2024, a LiveMode adquiriu todos os 104 jogos da Copa do Mundo, mas dividindo-os em dois pacotes para as partes interessadas.
Uma das partes interessadas acabou sendo a Record, que havia iniciado em janeiro de 2025 um estudo de viabilidade para adquirir a outra metade da Copa do Mundo, o que marcaria o retorno da emissora nessa transmissão esportiva desde 1998. A emissora deu início as primeiras negociações em junho, mas garantindo a segurança de transmitir, junto com a Globo, os jogos do Brasil. Os direitos de transmissão desta edição da Copa do Mundo foram avaliados em R$200 milhões, sendo um dos mais caros na atualidade, o que acabou afastando o interesse de outros grupos. A LiveMode chegou a oferecer a segunda metade da Copa para a Record, SBT e até mesmo para a própria Globo, que possui uma parte dos jogos, o que inclui as partidas da seleção canarinho. O SBT também demonstrou interesse em ter as transmissões da Copa, no entanto, um temor da direção do canal em não apresentar resultados positivos acabou fazendo a emissora recuar. Em 13 de julho de 2025, a CazéTV adquiriu o pacote com todos os 104 jogos ao vivo para transmissão gratuita no YouTube pela segunda edição consecutiva. Apesar da parceria com a LiveMode, o torneio foi adquirido sem a parceria da empresa.